# Grammy Award for Best Roots Gospel Album
Der Grammy Award for Best Roots Gospel Album, auf Deutsch „Grammy-Auszeichnung für das beste Roots Gospel-Album“, ist ein Musikpreis, der seit 2015 von der amerikanischen Recording Academy verliehen wird. Der Preis geht an Künstler für Alben aus dem Bereich der Gospelmusik.

## Geschichte und Hintergrund
Die seit 1959 verliehenen Grammy Awards werden jährlich in zahlreichen Kategorien von der Recording Academy in den Vereinigten Staaten vergeben, um künstlerische Leistung, technische Kompetenz und hervorragende Gesamtleistung ohne Rücksicht auf die Album-Verkäufe oder Chart-Position zu würdigen.
Eine dieser Kategorien ist der Grammy Award for Best Roots Gospel Album. Der Preis wird seit 2015 an Solisten, Duos und Musikgruppen verliehen und gilt nur für deren Alben.

## Gewinner und Nominierte
| Jahr                 | Gewinner                                 | Nationalität       | Album                                           | Nominierte | Bild des/der Gewinner(s)   |
| -------------------- | ---------------------------------------- | ------------------ | ----------------------------------------------- | --- | -------------------------- |
| 2015                 | Mike Farris                              | Vereinigte Staaten | Shine for All the People                        | - Forever Changed von T. Graham Brown - Hymns von der Gaither Vocal Band - A cappella von den Martins - His Way of Loving Me von Tim Menzies |                            |
| 2016                 | The Fairfield Four                       | Vereinigte Staaten | Still Rockin’ My Soul                           | - Pray Now von Karen Peck and New River - Directions Home (Songs We Love, Songs You Know) von Point of Grace |                            |
| 2017                 | Joey + Rory                              | Vereinigte Staaten | Hymns That Are Important to Us                  | - Better Together von der Gaither Vocal Band - Nature’s Symphony in 432 von den Isaacs - Hymns and Songs of Inspiration von Gordon Mote - God Don’t Never Change: The Songs of Blind Willie Johnson von verschiedenen Interpreten (Produzent: Jeffrey Gaskill) |                            |
| 2018                 | Reba McEntire                            | Vereinigte Staaten | Sing It Now: Songs of Faith & Hope              | - The Best of the Collingsworth Family – Volume 1 von der Collingsworth Family - Give Me Jesus von Larry Cordle - Resurrection von Joseph Habedank - Hope for All Nations von Karen Peck and New River                                                         |                            |
| 2019                 | Jason Crabb                              | Vereinigte Staaten | Unexpected                                      | - Clear Skies von Ernie Haase und Signature Sound - Favorites: Revisited by Request von den Isaacs - Still Standing von den Martins - Love Love Love von Gordon Mote                                                                                           |                            |
| 2020 26. Januar 2020 | Gloria Gaynor                            | Vereinigte Staaten | Testimony                                       | - Deeper Roots: Where the Bluegrass Grows von Steven Curtis Chapman - Deeper Oceans von Joseph Habedank - His Name Is Jesus von Tim Menzies - Gonna Sing, Gonna Shout von verschiedenen Interpreten (Produzent: Jerry Salley)                                  |                            |
| 2021 14. März 2021   | Fisk Jubilee Singers                     | Vereinigte Staaten | Celebrating Fisk! (The 150th Anniversary Album) | - Beautiful Day von Mark Bishop - 20/20 von der Crabb Family - What Christmas Really Means von den Erwins - Something Beautiful von Ernie Haase & Signature Sound                                                                                              |                            |
| 2022 3. April 2022   | Carrie Underwood                         | Vereinigte Staaten | My Savior                                       | - Harry Connick Jr. – Alone with My Faith - Gaither Vocal Band – That’s Gospel, Brother - Ernie Haase & Signature Sound – Keeping On - The Isaacs – Songs for the Times                                                                                        |                            |
| 2023 5. Februar 2023 | Tennessee State University Marching Band | Vereinigte Staaten | The Urban Hymnal                                | - Gaither Vocal Band – Let’s Just Praise the Lord - Keith & Kristyn Getty – Confessio – Irish American Roots - Willie Nelson – The Willie Nelson Family - Karen Peck and New River – 2:22                                                                      |                            |
| 2024 4. Februar 2024 | Blind Boys of Alabama                    | Vereinigte Staaten | Echoes of the South                             | - Blackwood Brothers Quartet – Tribute to the King - Becky Isaacs Bowman – Songs That Pulled Me Through the Tough Times - Brian Free & Assurance – Meet Me at the Cross - Gaither Vocal Band – Shine: The Darker the Night the Brighter the Light              | Blind Boys of Alabama 2018 |
| 2025 2. Februar 2025 | Cory Henry                               | Vereinigte Staaten | Church                                          | - The Gospel Sessions Vol. 2 von Authentic Unlimited - The Gospel According to Mark von Mark D. Conklin - Rhapsody von den Harlem Gospel Travelers - Loving You von den Nelons                                                                                 |                            |